# Graminaseius readshawi
Graminaseius readshawi är en spindeldjursart som först beskrevs av Schicha 1987.  Graminaseius readshawi ingår i släktet Graminaseius och familjen Phytoseiidae. Inga underarter finns listade i Catalogue of Life.